# Relleno de malla

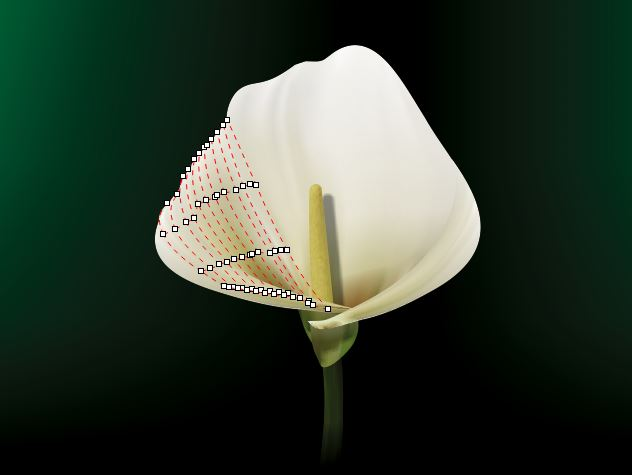
Diseño realizado en CorelDRAW por Ariel Garaza Díaz, mostrando los nodos seleccionados

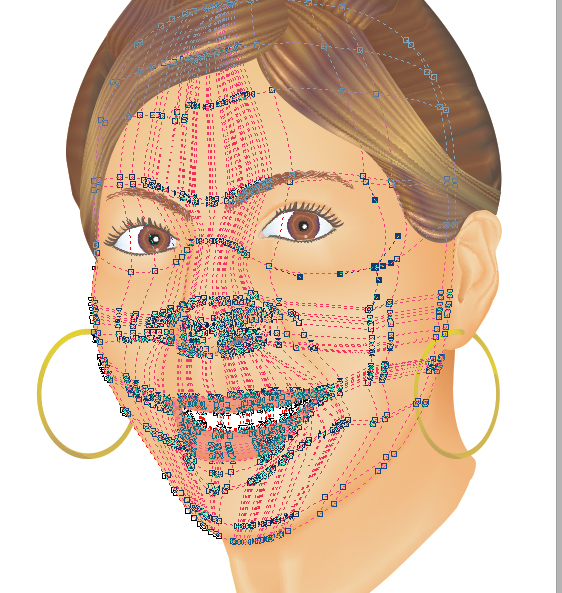
Relleno de malla.

En software de diseño gráfico, se dice relleno de malla o malla de degradado al tejido compuesto por líneas vectoriales horizontales y verticales, entrecruzadas entre sí, formando una cuadrícula que permite aplicar cambios suaves de color en el relleno de un objeto cerrado.

## Características

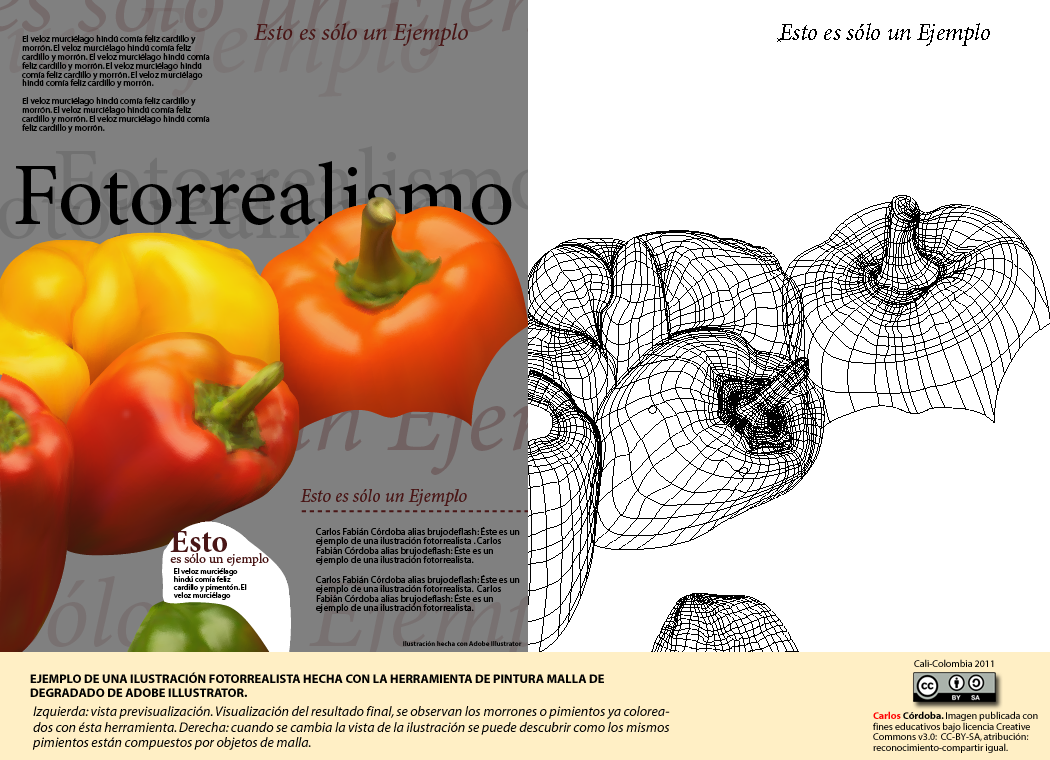
Ejemplo de ilustración con elementos pintados mediante la técnica de relleno de malla.

Los puntos de intersección de dicha malla, también llamados nodos o puntos de ancla, son editables facilitando el movimiento y la aplicación de color en cada uno de ellos, obteniendo transiciones suaves en cualquier dirección. Puede editar la cuadrícula del relleno de malla añadiendo y eliminando puntos o intersecciones, lo que le permite manipular con precisión el coloreado del objeto.
El relleno de malla y su fácil manipulación permiten elaborar gráficos vectoriales de apariencia realista, con el beneficio de obtener archivos de poco peso en disco, ya que, para lograr transiciones suaves de color, en objetos vectoriales irregulares era necesario hacer múltiples duplicados del mismo y variar el color de cada uno de estos. El relleno de malla, a su vez, permite ampliar la imagen sin que presente distorsión por pixelado o bordes de serrucho, como sucede con las imágenes fotográficas digitales o de mapa de bits.